# Sulzfeld am Main

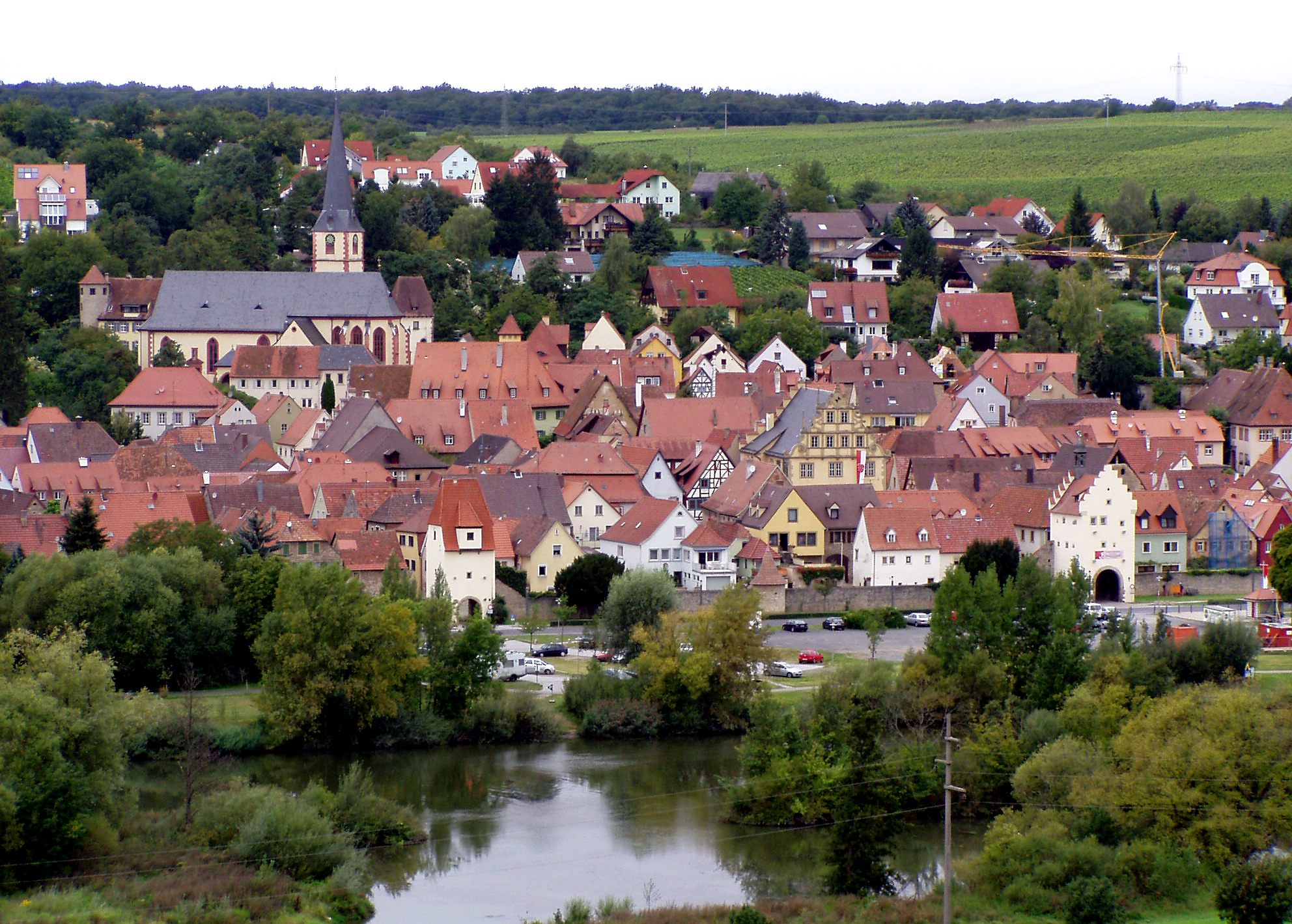
Sulzfeld am Main

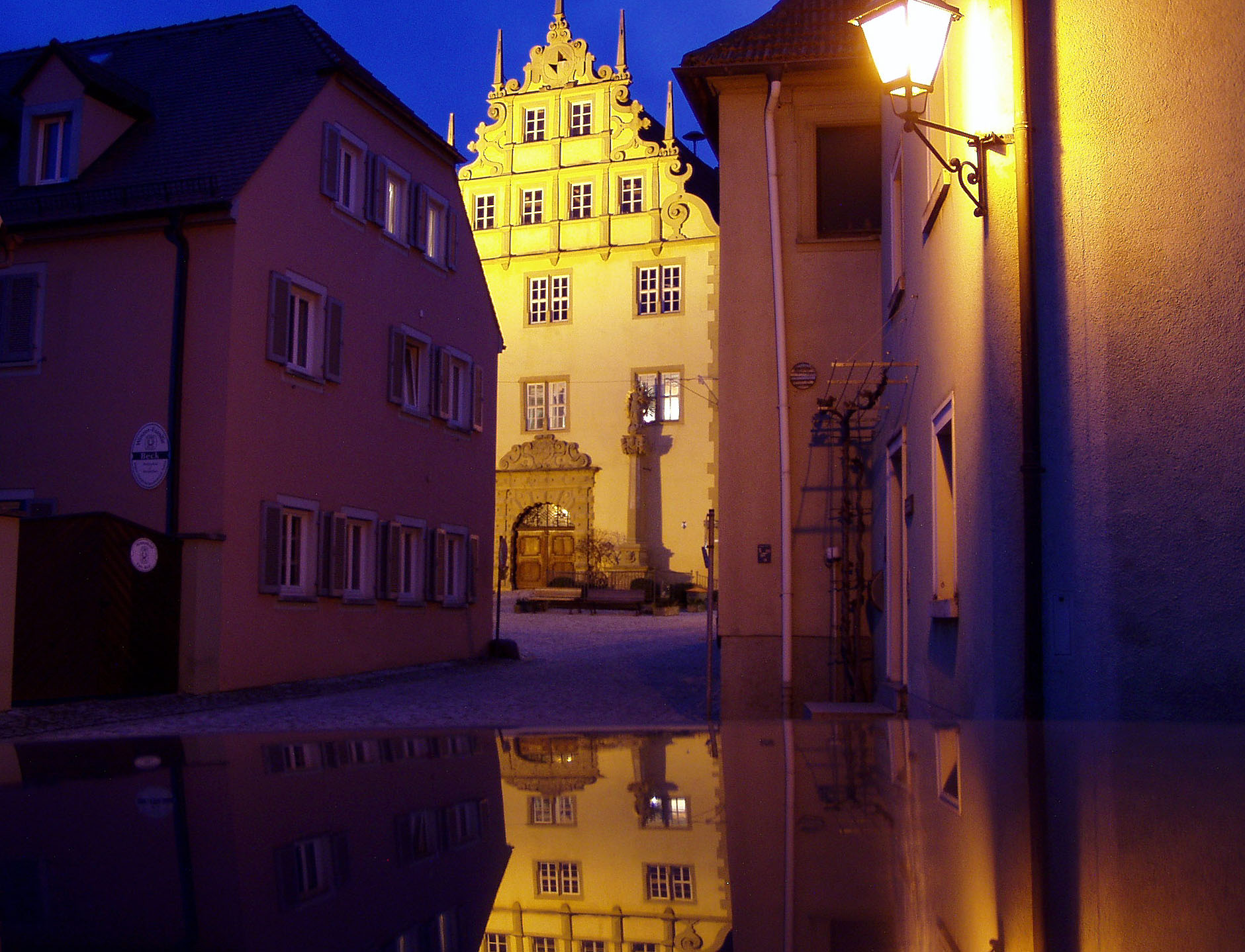
Das nächtliche Rathaus von Sulzfeld

Sulzfeld am Main (amtlich: Sulzfeld a.Main, bis 1888 nur Sulzfeld) ist eine Gemeinde im unterfränkischen Landkreis Kitzingen. Die Gemeinde ist Mitglied der Verwaltungsgemeinschaft Kitzingen.

## Geografie

### Geografische Lage
Der Ort liegt im südlichen Maindreieck zwischen Kitzingen und Ochsenfurt. Sulzfeld a. Main ist über die A7, A3 sowie über die Bahnverbindung Kitzingen günstig erreichbar. Wander- und Fahrradwege in die Nachbargemeinden sind sehr gut ausgebaut. Durch Sulzfeld verläuft der Fränkische Marienweg.

### Gemeindegliederung
Außer dem Hauptort gibt es keine weiteren Gemeindeteile.

### Nachbargemeinden
Nachbargemeinden sind (von Norden beginnend im Uhrzeigersinn): Kitzingen, Marktsteft, Segnitz, Frickenhausen am Main und Ochsenfurt.

### Naturräumliche Lage
Sulzfeld und seine Gemarkung liegen in zwei Naturräumen, die beide Teil der Haupteinheitengruppe Mainfränkische Platten sind. Der Ort selbst ist im niederschlagsarmen Kitzinger Maintal zu lokalisieren, die Gemarkung ragt in die höhergelegenen Hochflächen im südlichen Maindreieck.

## Geschichte
Bis 2014 glaubte man, dass die erste urkundliche Erwähnung Sulzfelds aus dem Jahr 915 stammte. Das stellte sich jedoch als falsch heraus, weswegen eine für 2015 bereits geplante große 1100-Jahr-Feier vom Gemeinderat abgesagt wurde. Ältester Nachweis für die Existenz von Sulzfeld ist nun eine kirchliche Urkundenfälschung aus dem Jahre 1007. Am 8. August 1266 fand vor dem Ort die Cyriakus-Schlacht, eine der großen Ritterschlachten des Mittelalters, statt. Im Dreißigjährigen Krieg wurde Sulzfeld zweimal von den Schweden geplündert, so dass der Ort 1648 nur noch 59 Bürger und 7 Witwen zählte. 1796 wurde der Ort von französischen Revolutionstruppen gebrandschatzt. Der Besitz des Hochstifts, das zum Fränkischen Reichskreis gehörte, kam nach der Säkularisation 1803 und den Wirren der Napoleonischen Kriege nach kurzer Zugehörigkeit zum Großherzogtum Würzburg 1814 endgültig zum Königreich Bayern.

### Einwohnerentwicklung
Im Zeitraum 1988 bis 2018 stieg die Einwohnerzahl von 1229 auf 1284 um 55 Einwohner bzw. um 4,5 %. 2013 hatte die Gemeinde 1348 Einwohner. Quelle: BayLfStat

## Politik

### Bürgermeister
Seit 1. Mai 2020 ist Matthias Dusel (Sulzfelder Kommunale Liste – SKL) Erster Bürgermeister; dieser wurde am 15. März 2020 mit 63,9 % der Stimmen gewählt.
Sein Vorgänger war mit einer Amtszeit von 36 Jahren (1. Mai 1984 bis 30. April 2020) Gerhard Schenkel (* 1955), nominiert von der Sulzfelder Kommunalen Liste, an der CSU, Grüne, UFCW und unabhängige Persönlichkeiten beteiligt sind. Schenkel, der insgesamt sechsmal gewählt wurde, setzte sich zuletzt am 16. März 2014 mit 59,23 % der Stimmen gegen den Bewerber der Wählergemeinschaft pro Sulzfeld durch.

### Gemeinderat
Dem Gemeinderat gehören der Erste Bürgermeister und zwölf ordentliche Mitglieder an. Seit Mai 2020 stellt die Sulzfelder Kommunale Liste (SKL/CSU/UFCW/GRÜNE/unabhängige Persönlichkeiten) sieben Gemeinderatsmitglieder und die Wählergemeinschaft pro Sulzfeld (WPS) fünf Gemeinderäte. In der Amtszeit von Mai 2014 bis April 2020 stellten aufgrund der Kommunalwahl am 16. März 2014 beide Gruppen jeweils sechs Gemeinderäte. Die WPS war im Frühjahr 2013 als parteilose Gruppierung erst gegründet worden.

### Wappen
| Wappen von Sulzfeld am Main | Blasonierung: „In Rot drei gekreuzte Pfeile, beseitet von zwei silbernen heraldischen Rosen mit goldenen Butzen.“                                                                                              |
| Wappen von Sulzfeld am Main | Wappenbegründung: Erstmals dargestellt wurden die Figuren des heutigen Wappens auf einem Siegel des 17. Jahrhunderts. Die Farben Rot-Silber verweisen auf die Zugehörigkeit zum ehemaligen Hochstift Würzburg. |

## Kultur und Sehenswürdigkeiten
Das Dorf hat bis heute eine fast vollständig erhaltene mittelalterliche Befestigungsanlage mit 21 Türmen. Es hat auch sein spätmittelalterliches Ortsbild weitgehend bewahrt. Bekannt ist Sulzfeld außerdem als fränkischer Weinort; bekannte Lagen sind der Sulzfelder Cyriakusberg und das Sulzfelder Maustal. Sulzfeld gilt außerdem als Geburtsort der Meterbratwurst, einer Variante der fränkischen Bratwurst. In einem örtlichen Gasthaus liegt der Verzehrrekord bei über sechs Meter. Der Wirt versichert: „Wer diesen Rekord bricht, der hat sämtliche Verzehrkosten frei“.
Den Mittelpunkt des Altortes bildet noch heute die katholische Pfarrkirche St. Sebastian. Das heutige Gotteshaus entstand zu verschiedenen Zeiten, der Turm wurde zu Beginn des 17. Jahrhunderts unter der Herrschaft des Würzburger Fürstbischofs Julius Echter von Mespelbrunn aufgestockt. Auf dem Gelände des Friedhofs entstand außerdem die Kreuzkapelle im 18. Jahrhundert.
In der Sulzfelder Altstadt hat sich eine Vielzahl an denkmalgeschützten Häusern und Höfen erhalten. Besondere Bedeutung für die Geschichte des Ortes hat das sogenannte fürstbischöfliche Kellereihaus aus dem 16. Jahrhundert. Mit seinen markanten Treppengiebeln überragt es den Ortskern in der Kettengasse 5. Mittelpunkt des Ortes ist das Renaissance-Rathaus mit der charakteristischen Mariensäule vor der Fassade. Viele ältere Baulichkeiten sind in der Langengasse zu finden. Das Haus Langengasse 5 und das Anwesen Papiusgasse 7 sind noch dem 15. Jahrhundert zuzurechnen. 
Bis in die zweite Hälfte des 20. Jahrhunderts bestand in Sulzfeld am Main eine Fährverbindung über den Main. Erstmals erwähnt wurde die Fähre bereits im 14. Jahrhundert. Allerdings war das Fährschiff immer der Konkurrenz zur nahen Fähre in Marktsteft ausgesetzt. In der Frühen Neuzeit gab man deshalb zeitweise die Fähre auf. Erst 1955 erwarb die Gemeinde Sulzfeld am Main die Fährrechte von Marktsteft.
Der Ort wurde 2009 Bezirks- und Landessieger beim Wettbewerb „Unser Dorf hat Zukunft – Unser Dorf soll schöner werden“ und mit Goldmedaillen ausgezeichnet. Beim Bundesentscheid erreichte der Ort 2010 unter den 30 schönsten Ortschaften Deutschlands die Silbermedaille.
In Sulzfeld haben sich eine Vielzahl sogenannter Hausfiguren erhalten. Besonders im 18. Jahrhundert fanden diese Figuren an den Hausfassaden im Altort Aufstellung. Als älteste Figur in Sulzfeld gilt die Madonna mit Kind, die von Künstlern aus der Riemenschneiderschule am Ausgang des Mittelalters geschaffen wurde. Das wertvolle Original wird in der Sebastianskirche aufbewahrt, am Haus selbst ist eine Replik zu finden. 

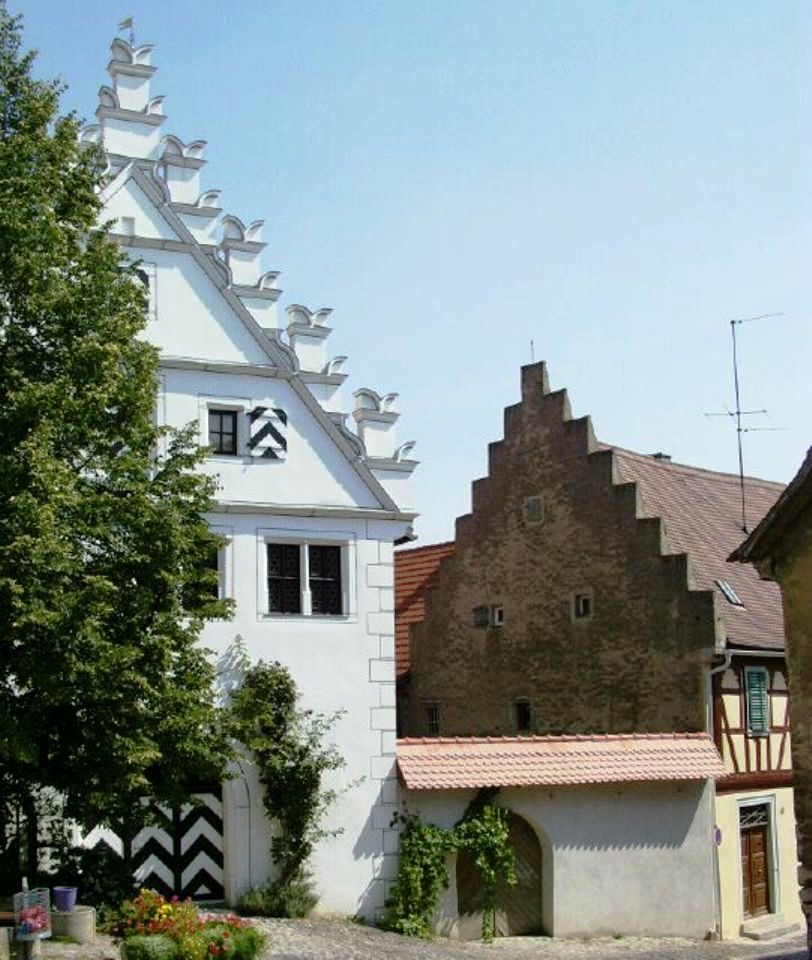
Malerische Staffelgiebel
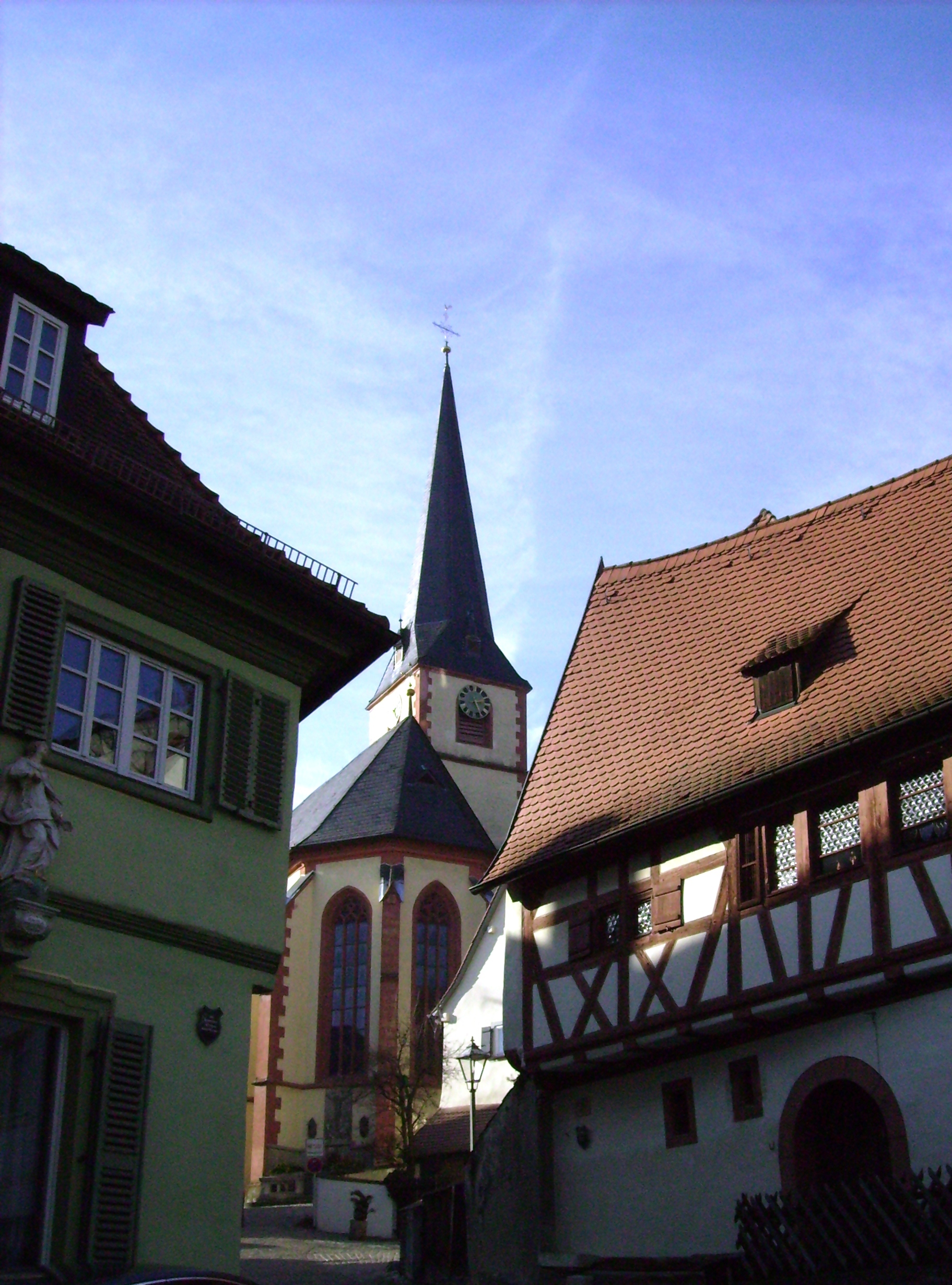
Blick zur Kirche
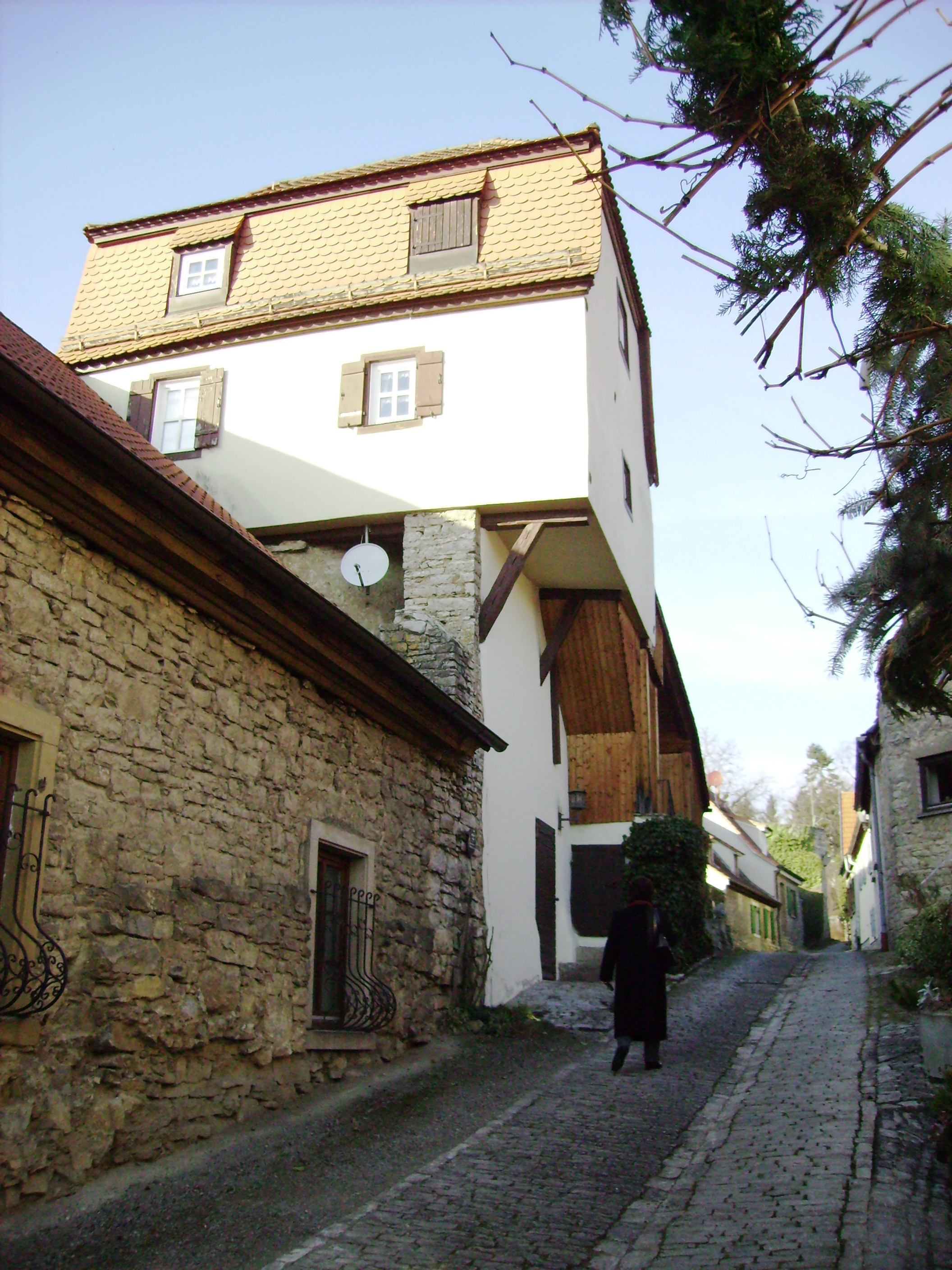
Ein Wohnturm, der „Jocklerturm“
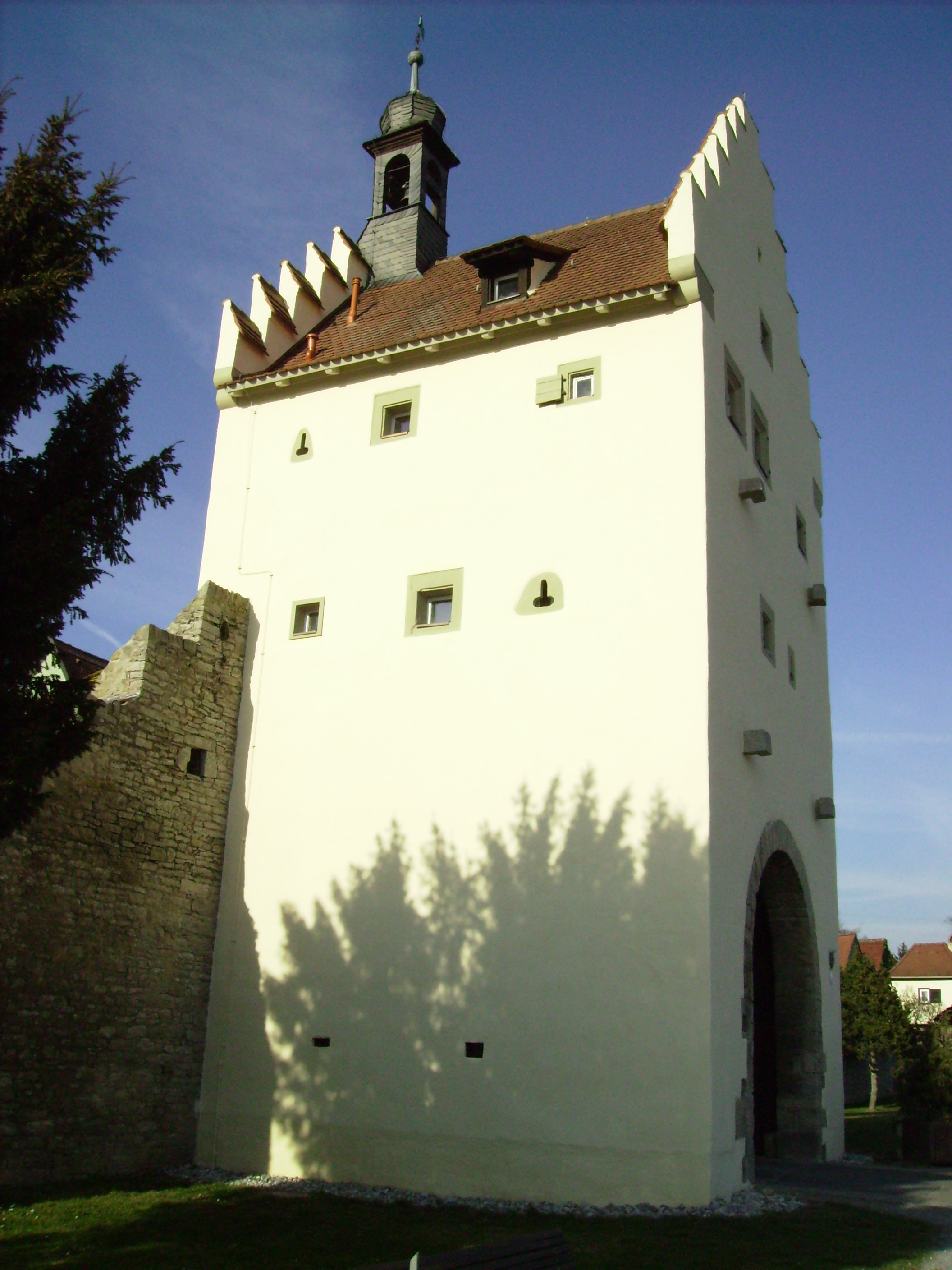
Maintor
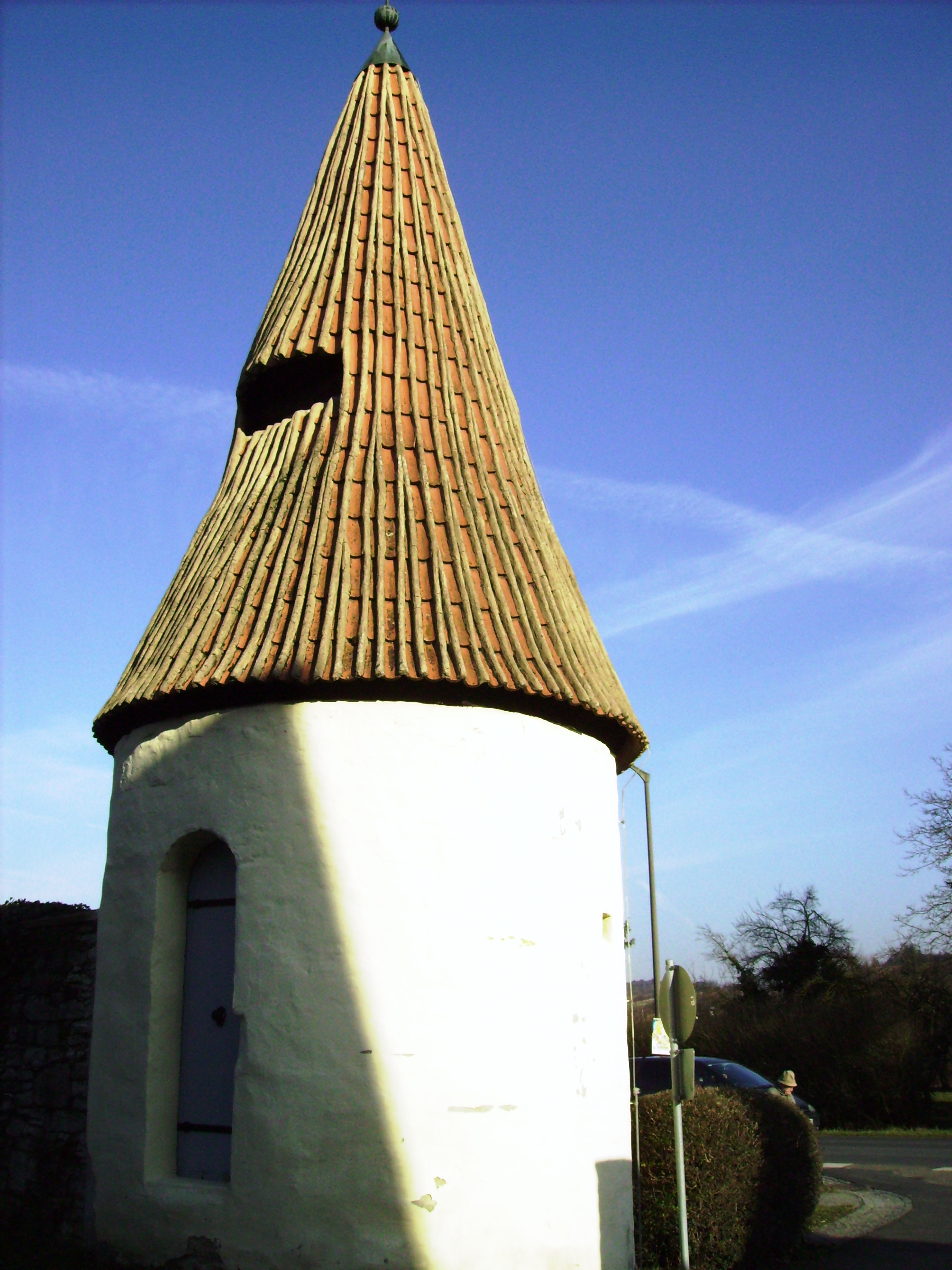
Einer von 21 Türmen
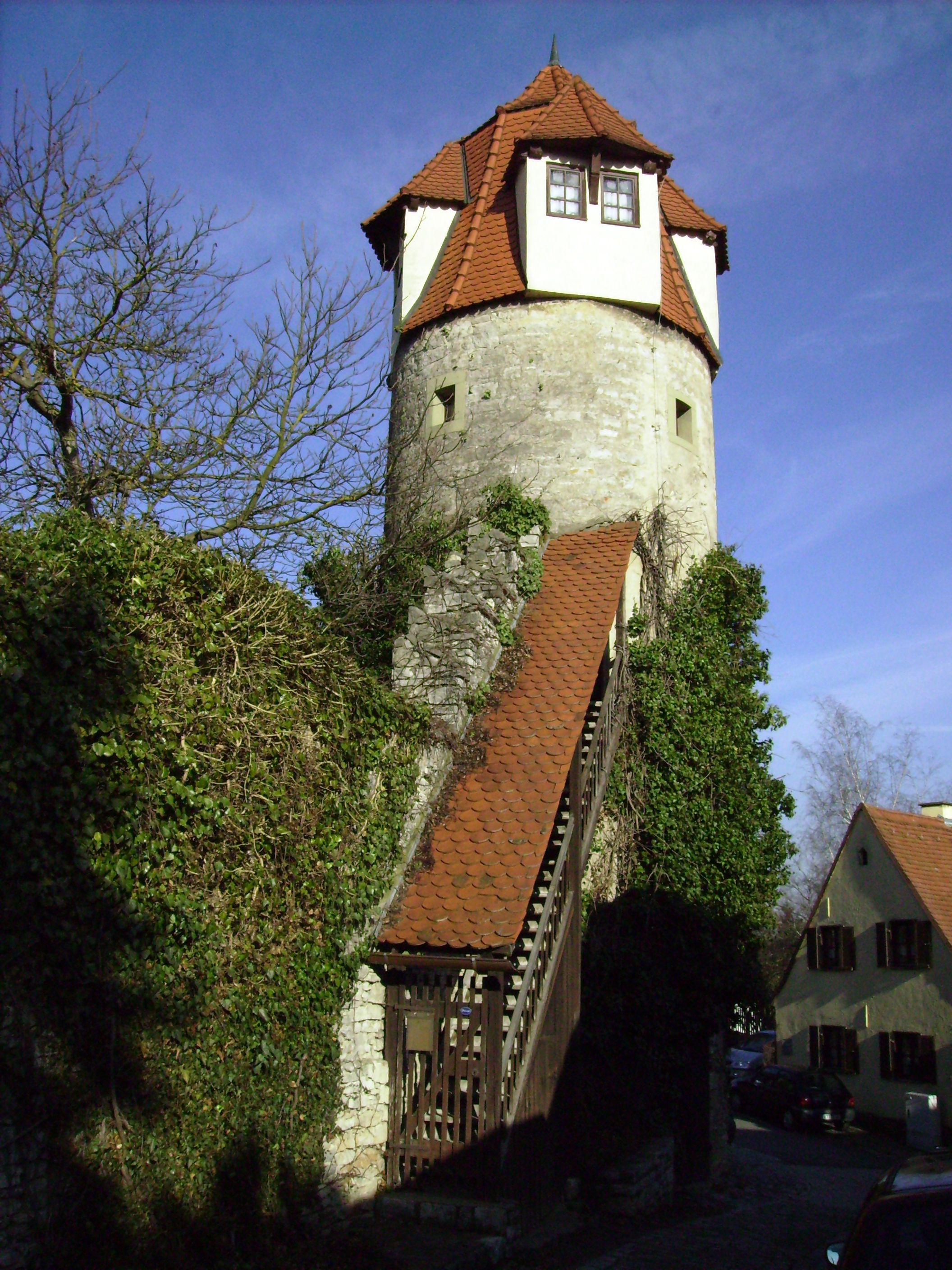
Ein weiterer Wohnturm
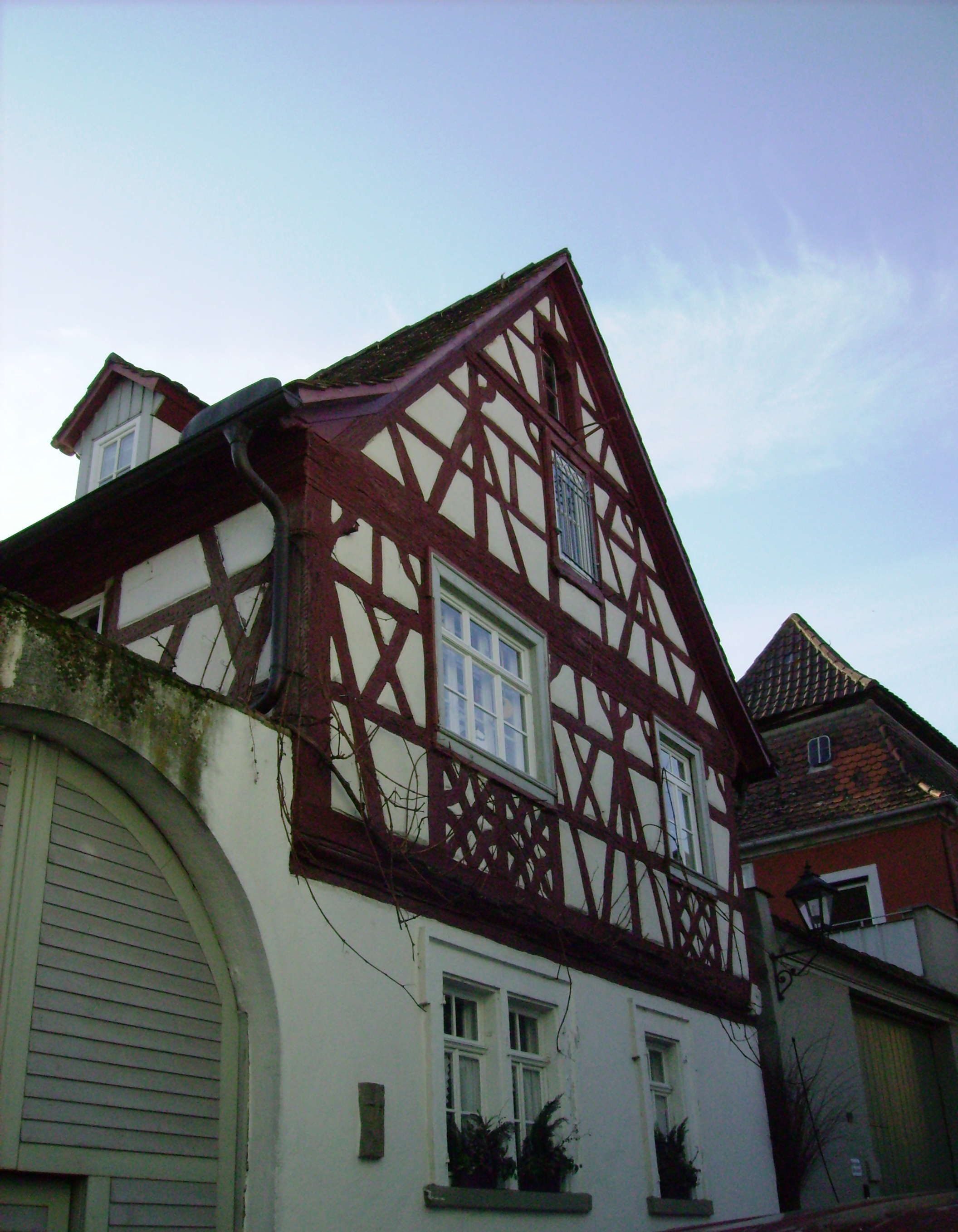
Mainfränkisches Fachwerk
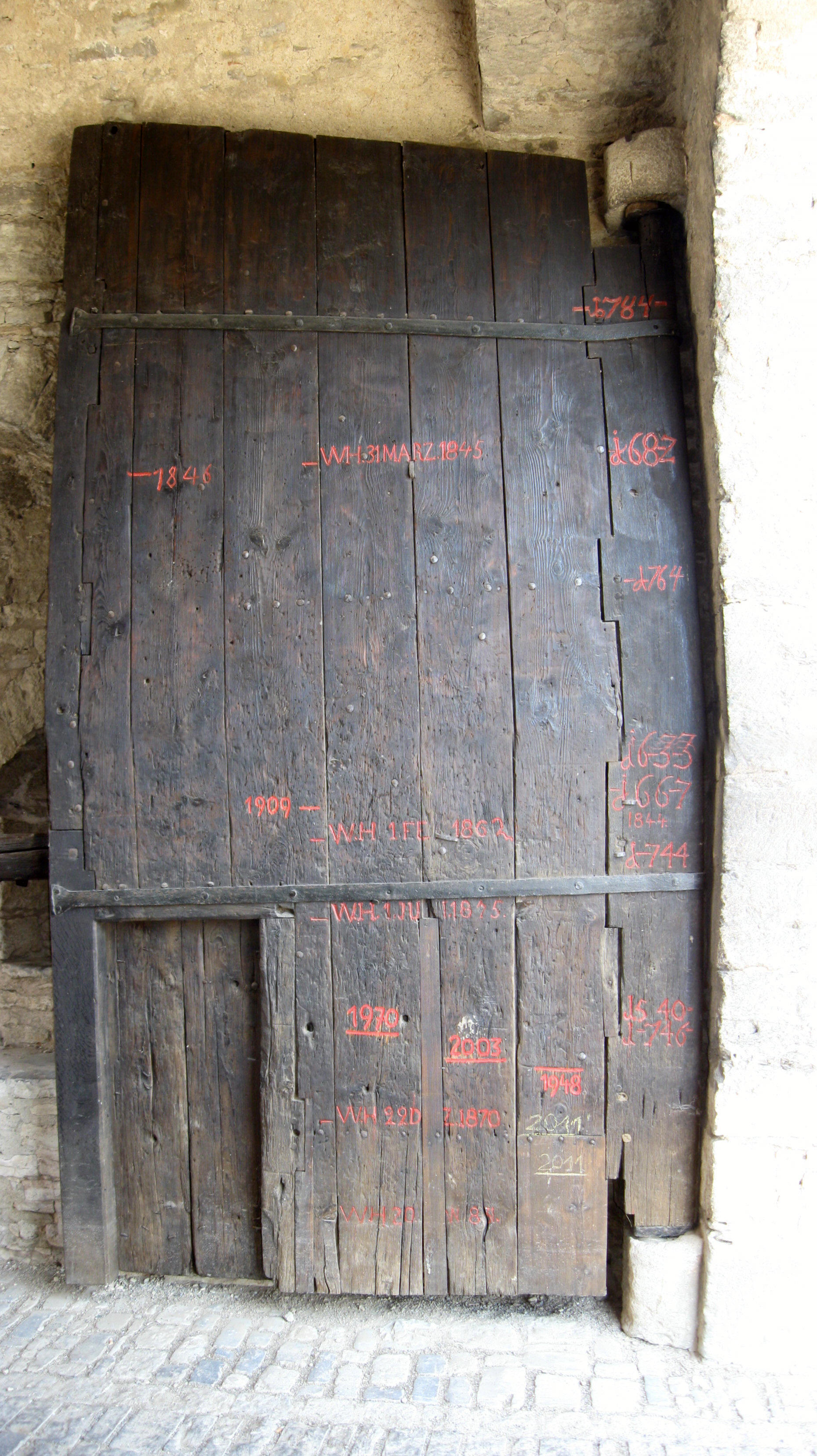
Hochwassermarken am Stadttor

## Weinbau

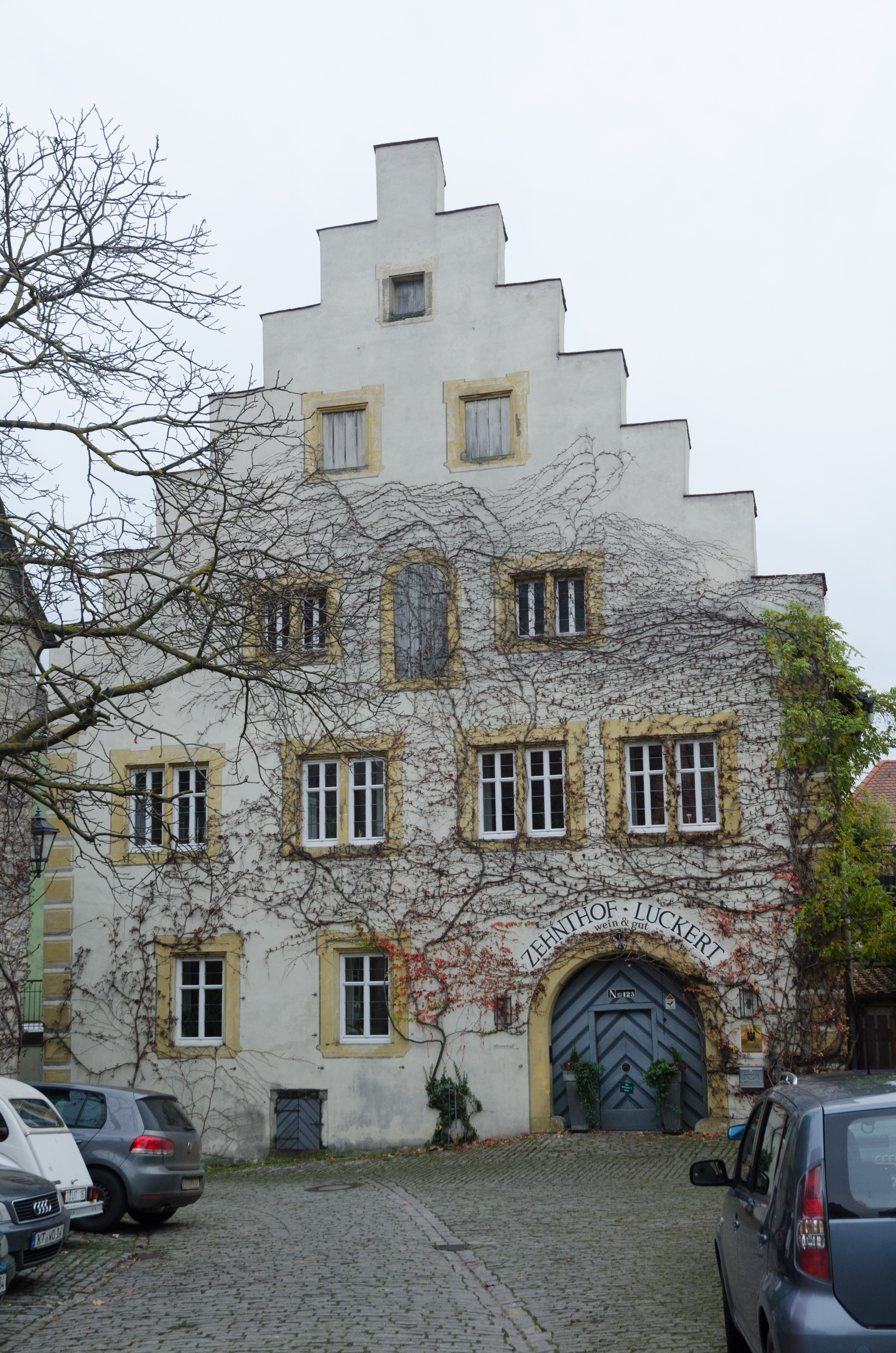
Die ehemalige fürstbischöfliche Kellerei diente zur Aufbewahrung des Weins

Sulzfeld ist heute bedeutender Weinbauort im Anbaugebiet Franken. Insgesamt drei Weinlagen existiert um das Dorf, der Wein wird seit den 1970er Jahren unter den Namen Sulzfelder Cyriakusberg, Sulzfelder Maustal und Sulzfelder Sonnenberg vermarktet. Sulzfeld am Main ist Teil des Bereichs MainSüden, bis 2017 waren die Winzer im Bereich Maindreieck zusammengefasst. Die Muschelkalkböden mit Keuperbeimischungen um Sulzfeld eignen sich ebenso für den Anbau von Wein, wie die Lage in der Maingauklimazone, die zu den wärmsten Deutschlands gehört.
Bereits seit dem Frühmittelalter betreiben die Menschen um Sulzfeld Weinbau. Die fränkischen Siedler brachten wohl im 7. Jahrhundert die Rebe mit an den Main. Im Mittelalter gehörte die Region zum größten zusammenhängenden Weinbaugebiet im Heiligen Römischen Reich. Die Menschen betrieben zumeist Nebenerwerbsweinbau zur Selbstversorgung, gleichzeitig bildeten sich bereits Exportzentren insbesondere entlang des Maines heraus.
Bereits während des Mittelalters stieg Sulzfeld zu einer der wichtigsten Weinbaugemeinden des Hochstifts Würzburg auf, was seinen Niederschlag auch in der Errichtung der Ortsbefestigung und einer repräsentativen Kellerei zur Lagerung des Getränks fand. Der Überfall der Schweden im Dreißigjährigen Krieg 1631 begann während der Weinlese, sodass nahezu die gesamte Ernte vernichtet wurde. In der Folge verarmte das Dorf, weil es großenteils vom Weinexport lebte.
Der Weinbau erlebte nach der Säkularisation zu Beginn des 19. Jahrhunderts einen umfassenden Niedergang. Vor allem klimatisch weniger begünstige Lagen gab man vollständig auf. Zusätzlich erschwerte das Aufkommen von Schädlingen wie der Reblaus den Anbau. In Sulzfeld wurden aus den Vollerwerbs-, „Feierabend“-Winzer. Konsolidieren konnte sich die Weinbauregion Franken erst wieder in der zweiten Hälfte des 20. Jahrhunderts. Der Einsatz von Düngern und verbesserte Anbaumethoden hatten dazu ebenso beigetragen wie die Organisation in Genossenschaften und die Flurbereinigung der 1970er Jahre.
Zusammen mit dem Kulturtourismus, der insbesondere den vollständig erhaltenen Altort zum Ziel hat, bildet der Weinbau heute in Sulzfeld einen wichtigen Wirtschaftszweig. So haben mehrere Weingüter im Ort ihren Sitz, darunter das mehrfach prämierte Weingut Zehnthof Luckert. Daneben wurde die Sulzfelder Weinlage Maustal vom Verband Deutscher Prädikatsweingüter (VDP) zur Großen Lage erklärt. Ein Rebsortenwanderweg zieht sich durch die Weinberge um Sulzfeld. Die jahrhundertealte Weinkultur prägt den Ort das ganze Jahr über. Mittelpunkt bildet das Straßenweinfest Anfang August; es wird seit über 50 Jahren gefeiert.
| Weinlage     | Größe 1993 | Größe 2019 | Himmelsrichtung | Hangneigung | Hauptrebsorten           | Großlage                        |
| ------------ | ---------- | ---------- | --------------- | ----------- | ------------------------ | ------------------------------- |
| Cyriakusberg | 120 ha     | 117 ha     | Süden, Südosten | 10–45 %     | Silvaner, Müller-Thurgau | Kitzinger Hofrat                |
| Maustal      | 60 ha      | 60 ha      | Südsüdosten     | 25–45 %     | Müller-Thurgau, Silvaner | Kitzinger Hofrat                |
| Sonnenberg   | unklar     | unklar     | unklar          | unklar      | Müller-Thurgau           | Kitzinger Hofrat, großlagenfrei |

## Persönlichkeiten

### Söhne und Töchter der Gemeinde
- Johann Fink (* um 1440; † nach 1505), unter anderem Arzt in Würzburg, Stadtarzt von Amberg und bischöflicher Leibarzt in Eichstätt[15]
- Veit Werler (auch Wirle, Werle, Wehrlein u. a.; * um 1480; † 1522 in Wiesensteig), Humanist und Philologe
- Michael Roting (auch Röting; * 1494; † 1588 in Nürnberg), Lehrer und Herausgeber
- Georg Seyfridt der Ältere (um 1502–um 1545), Arzt und Astronom
- Johann Hartmann (* um 1550; † 1622), Amtskeller in Miltenberg
- Johann Bonifaz Schetzler († 1572), Ratsschreiber und fürstbischöflicher Sekretär, vollendet die von Lorenz Fries begonnene „Hohe Registratur“, 1552 Belehnung mit Gut Dipach, 1568 Stadelschwarzach
- Kandidus Pfister († 1704), Abt von Kloster Ebrach
- Anton Joseph Roßhirt (1746–1795), Theologe und Hochschullehrer
- Nikolaus Müller (1775–1834), Tischlermeister, Klavier- und Orgelbauer
- Konrad Schweser (1899–1975), Baumeister und Gerechter unter den Völkern

### Mit Sulzfeld verbunden
- Hans Hartmann (1863–1942), Politiker der DDP, starb in Sulzfeld
- Fritz Mägerlein (1903–1993), Lehrer und Heimatforscher, Mägerlein lebte zwischen 1936 und 1965 in Sulzfeld und war hier auch als Lehrer tätig
- Harald Schmaußer (* 1946), Grafiker, Karikaturist und Maler, Schmaußer betreibt in Sulzfeld eine Galerie
- Marika Heinlein (* 1962), Langstrecken- und Ultraläuferin, Heinlein wuchs in Sulzfeld auf